# Muzeum Historyczno-Etnograficzne w Andrychowie
Muzeum Historyczno-Etnograficzne w Andrychowie – prywatne muzeum położone w Andrychowie. Placówka powstała w 2002 roku i mieści się w odbudowanych budynkach, pochodzących z lat 30. XX wieku, należących do rodziny właściciela.
Na muzealną ekspozycję składają się:
- wystawa urządzona w domu mieszkalnym, obejmująca rekonstrukcje pomieszczeń mieszkalnych z okresu międzywojennego,
- ekspozycja dotycząca Żydów andrychowskich, zawierająca przedmioty kultu religijnego, fotografie oraz przedmioty codziennego użytku,
- wystawa urządzone w mierzącej 40 metrów stodole, ukazująca dawne sprzęty maszyny i narzędzia rolnicze a także stare meble, skrzynie i kufry podróżne.

Zwiedzanie muzeum jest możliwe po telefonicznym uzgodnieniu z właścicielem.